# Kota Ogino
Kota Ogino (荻野 広大 Ogino Kōta?, nacido el 2 de mayo de 1997 en Kioto) es un futbolista japonés que se desempeña como centrocampista.

## Trayectoria

### Clubes
| Club              | País  | Año         |
| ----------------- | ----- | ----------- |
| Kyoto Sanga FC    | Japón | 2015 -      |
| Kamatamare Sanuki | Japón | 2016 - 2017 |

## Estadística de carrera

### J. League
| Club              | Año   | J. League | J. League | Copa J. League | Copa J. League | Total | Total |
| Club              | Año   | Part.     | Goles     | Part.          | Goles          | Part. | Goles |
| ----------------- | ----- | --------- | --------- | -------------- | -------------- | ----- | ----- |
| Kyoto Sanga FC    | 2015  | 0         | 0         | -              | -              | 0     | 0     |
| Kyoto Sanga FC    | 2016  | 0         | 0         | -              | -              | 0     | 0     |
| Kamatamare Sanuki | 2016  | 10        | 0         | -              | -              | 10    | 0     |
| Kamatamare Sanuki | 2017  | 3         | 0         | -              | -              | 3     | 0     |
| Total             | Total | 13        | 0         | 0              | 0              | 13    | 0     |